# Susan French
Susan French Moultrie (* 23. Januar 1912 in Los Angeles, Kalifornien; † 6. April 2003 in Santa Monica, Kalifornien) war eine US-amerikanische Schauspielerin.

## Leben
French war die Tochter des Anwaltes Lloyd Moultrie (1868–1950), der auf die Vertretung von Unterhaltungskünstlern spezialisiert war. Dadurch hatte sie in ihrer Jugend Umgang mit Theater- und Filmstars dieser Zeit wie etwa Will Rogers oder George Arliss. Als junge Erwachsene schloss sie ein Schauspielstudium an der American Academy of Dramatic Arts ab.
Ihre Arbeit als Schauspielerin fiel zunächst in die Bereiche Radio und Theater. Am Broadway trat sie in dem Stück Merrily We Roll Along von George S. Kaufman und Moss Hart auf. Während des Zweiten Weltkriegs leitete French zusammen mit ihrer Schwester eine Theatergruppe, auch betrieb sie längere Zeit ein Puppentheater mit selbstgeschriebenen Stücken in Kalifornien. Zwischendurch verdiente sie sich ihren Lebensunterhalt auch als Kunstlehrerin sowie als Fotostylistin für Zeitschriften wie McCall’s, Collier’s oder Ladies Home Companion. 1964 gründete sie in Beverly Hills die Theatergesellschaft Theatre 40, die (Stand 2024) noch immer existiert. Theatre 40 begann als Lesetheater, entwickelte sich aber über Jahre zu einer kleinen Institution in der Theaterszene von Los Angeles mit eigenen Räumlichkeiten.
Erst mit über 50 Jahren spielte French erstmals vor der Kamera, als sie 1965 einen Gastauftritt in der Krimireihe Alfred Hitchcock zeigt übernahm. In den 1970er-Jahren folgten meist kleinere Nebenrollen in bekannten Filmen wie Der Clou, Giganten am Himmel oder Der weiße Hai 2. 1980 verkörperte sie in dem Liebesfilm Ein tödlicher Traum die gealterte Version von Jane Seymours Hauptfigur. Eine weitere bekannte Rolle hatte sie 1985 als geheimnisvolle Tante der Hauptfigur in der Horrorkomödie House – Das Horrorhaus. Im Fernsehen war sie in Gastrollen in Serien wie Fernsehserien wie Quincy, Unsere kleine Farm und Dallas zu sehen; 1981 hatte sie in der kurzlebigen Serie Bare Essence auch eine seltene Hauptrolle. Insgesamt umfasst Susan Frenchs filmisches Schaffen bis zu ihrem Ruhestand 1997 mehr als 40 Film- und Fernsehproduktionen. Sie starb im April 2003 im Alter von 91 Jahren.

## Filmografie (Auswahl)
- 1965: Alfred Hitchcock zeigt (The Alfred Hitchcock Hour, Fernsehserie, Folge 3x25)
- 1968: Alles was verboten ist (The Impossible Years)
- 1969: Alexandria – Treibhaus der Sünde (Justine)
- 1972: Cannon (Fernsehserie, Folge 2x08 Diebstahl mit Computer)
- 1973: Der Clou (The Sting)
- 1974: Giganten am Himmel (Airport 1975)
- 1975: Die Hindenburg (The Hindenburg)
- 1978: Starsky & Hutch (Fernsehserie, Folge 3x23 Tödlicher Landgang)
- 1978: Der weiße Hai 2 (Jaws 2)
- 1979: Captain America II: Death Too Soon (Fernsehfilm)
- 1979/1982: Unsere kleine Farm (Little House on the Prairie, Fernsehserie, 2 Folgen)
- 1980: Ein tödlicher Traum (Somewhere in Time)
- 1980/1981: Quincy (Quincy, M.E., Fernsehserie, 2 Folgen)
- 1982: Parfüm – Magnet der Sinne (Bare Essence, Fernsehfilm)
- 1982–1984: Cagney & Lacey (Fernsehserie, 3 Folgen)
- 1983: Bare Essence (Fernsehserie, 11 Folgen)
- 1983: Remington Steele (Fernsehserie, Folge 2x07)
- 1984: Falcon Crest (Fernsehserie, Folge 4x07 Störenfriede)
- 1985: Dallas (Fernsehserie, Folge 8x28 Schachzüge)
- 1985: House – Das Horrorhaus (House)
- 1987: Verne Miller – Staatsfeind Nr. 1 (The Verne Miller Story)
- 1988: L.A. Law – Staranwälte, Tricks, Prozesse (L.A. Law, Fernsehserie, Folge 2x13 Ein Fall von Gewicht)
- 1989: Das Model und der Schnüffler (Moonlighting, Fernsehserie, Folge 5x11 Von Verliebten und Verwandten)
- 1989: Zurück in die Vergangenheit (Quantum Leap, Fernsehserie, Folge 1x07 Gegen den Strom)
- 1990: Leute wie wir (People Like Us, Fernsehfilm)
- 1990: Flatliners – Heute ist ein schöner Tag zum Sterben (Flatliners)
- 1992: Raumschiff Enterprise – Das nächste Jahrhundert (Star Trek: The Next Generation, Fernsehserie, Folge 6x03 Der unmoralische Friedensvermittler)
- 1993: Younger and Younger
- 1995: Hilfe, meine Familie spinnt (Family Reunion: A Relative Nightmare, Fernsehfilm)
- 1996: Picket Fences – Tatort Gartenzaun (Picket Fences, Fernsehserie, Folge 4x13)
- 1997: Girlfriends (Kurzfilm)